# چوی هیون-جو
چوی هیون-جو (انگلیسی: Choi Hyeon-ju؛ زادهٔ ۶ اوت ۱۹۸۴) کماندار اهل کره جنوبی است.